# Andigola
Andigola falu Horvátországban Belovár-Bilogora megyében. Közigazgatásilag Csázmához tartozik.

## Fekvése
Belovártól légvonalban 31, közúton 41 km-re délnyugatra, községközpontjától légvonalban 9, közúton 11 km-re délre, Vrtlinska és Mustafina Klada között, a Monoszlói-hegység területén, az azonos nevű patak partján fekszik.

## Története
A település csak a 20. század elején keletkezett az Adingola-patak partján. Lakosságát 1910-ben számlálták meg először, ekkor 19-en lakták. Belovár-Kőrös vármegye Csázmai járásának része volt. 1918-ban az új szerb-horvát-szlovén állam, majd később Jugoszlávia része lett. 1941 és 1945 között a németbarát Független Horvát Államhoz, majd a háború után a szocialista Jugoszláviához tartozott. A háború idején mintegy 700 harcossal itt alakult meg a nemzeti felszabadító hadsereg első monoszlói brigádja, mely később a katonai szervezet kialakítása után 33. hadosztállyá alakult. A falut csat 1948 óta tartják nyilván önálló településként. 1991-től a független Horvátország része. 1991-ben csaknem teljes lakossága (86%) horvát volt. A délszláv háború idején mindvégig horvát kézen maradt. 2011-ben 15 lakosa volt, akik főként mezőgazdaságból éltek.

## Lakossága
| Lakosság változása | Lakosság változása | Lakosság változása | Lakosság változása | Lakosság változása | Lakosság változása | Lakosság változása | Lakosság változása | Lakosság változása | Lakosság változása | Lakosság változása | Lakosság változása | Lakosság változása | Lakosság változása | Lakosság változása | Lakosság változása |
| ------------------ | ------------------ | ------------------ | ------------------ | ------------------ | ------------------ | ------------------ | ------------------ | ------------------ | ------------------ | ------------------ | ------------------ | ------------------ | ------------------ | ------------------ | ------------------ |
| 1857               | 1869               | 1880               | 1890               | 1900               | 1910               | 1921               | 1931               | 1948               | 1953               | 1961               | 1971               | 1981               | 1991               | 2001               | 2011               |
| 0                  | 0                  | 0                  | 0                  | 0                  | 19                 | 30                 | 23                 | 143                | 151                | 127                | 77                 | 46                 | 22                 | 14                 | 15                 |

(Lakosságát 1910 óta számlálják önállóan.)

## Nevezetességei
Partizánemlékmű.